# Bytowo, Hạt Choszczno
Bytowo [bɨˈtɔvɔ] là một khu định cư ở khu hành chính của Gmina Recz, thuộc hạt Choszczno, West Pomeranian Voivodeship, ở phía tây bắc Ba Lan. Nó nằm khoảng 8 kilômét (5 mi) phía bắc Recz, 21 km (13 mi) phía đông bắc Choszczno, và 64 km (40 mi) về phía đông của thủ đô khu vực Szczecin.